# Xã Wyalusing, Quận Bradford, Pennsylvania
Xã Wyalusing (tiếng Anh: Wyalusing Township) là một xã thuộc quận Bradford, tiểu bang Pennsylvania, Hoa Kỳ. Năm 2010, dân số của xã này là 1.242 người.